# Manuel Puyou Dávila

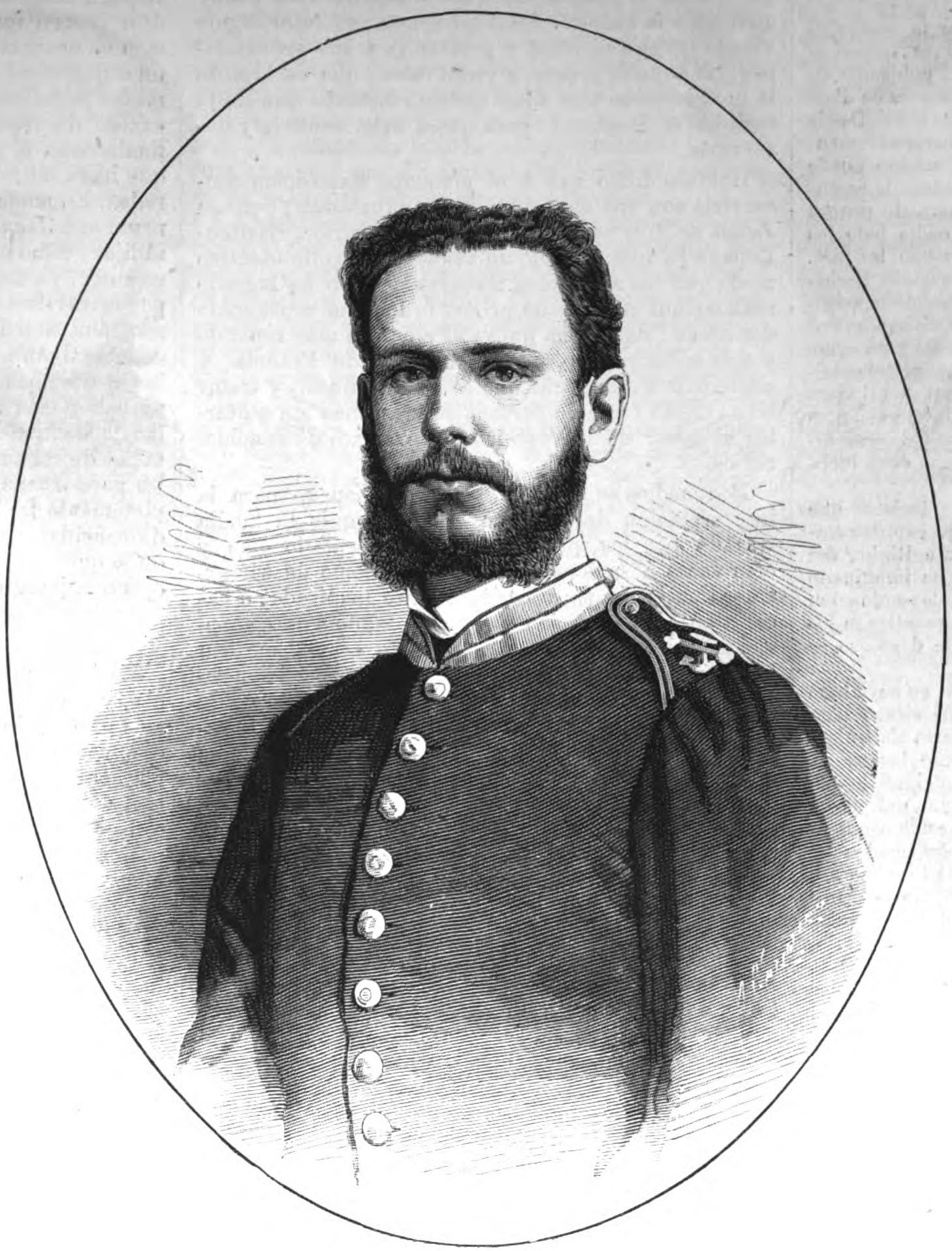
Retrato de Manuel Puyou Dávila en La Ilustración Española y Americana

Manuel Puyou Dávila (Écija, 1845-Vega Grande, Guantánamo, Cuba, 1880) fue un militar español.

## Trayectoria
Nacido en 1845 en Écija, ingresó en la marina en 1864 en el oficio de alférez y estuvo destacado en Santo Domingo. Con los honores de teniente marchó a Cuba para apaciguar la insurrección de Yara. Ayudante del brigadier Suances peleó contra el ejército sublevado del general Pueyo, merced a lo cual se le otorgó el grado de capitán.
Volvió a España en la guerra civil para luchar en la región norte, cuyos méritos en la batalla de San Pedro Abanto le merecieron el título de comandante. Posteriormente en Cantavieja recibió los honores de teniente coronel, y ascendió a coronel al final de la contienda.
Pasó a Cuba como jefe de zona militar y en noviembre de 1879 fue trasladado a las Antillas con el cargo de jefe de columna en Guantánamo, donde llevó a cabo una hazaña en la defensa de la Loma de la Doncella el 28 de marzo de 1880, donde combatió heroicamente durante tres días al frente de 162 hombres sin víveres, municiones, ni agua, enfrentándose a una fuerza que les triplicaba. Se le otorgó la cruz laureada de San Fernando, junto a una pensión de 2000 pesetas.
En su honor existe un subgrupo táctico de la Infantería de Marina llamado 'Puyou Dávila'.